# Tessalit
Tessalit è un comune rurale del Mali, capoluogo del circondario omonimo, nella regione di Kidal.
Due ostaggi italiani, Padre Pierluigi Maccalli e Nicola Chiacchio, rapiti in Niger nel 2018, sono stati liberati il giorno 8 ottobre 2020, insieme ad altri due stranieri. Subito imbarcati su un volo speciale per la capitale Bamako.